# Greenup County
Greenup County is een county in de Amerikaanse staat Kentucky.
De county heeft een landoppervlakte van 896 km² en telt 36.891 inwoners (volkstelling 2000). De hoofdplaats is Greenup.